# Jorunna funebris
Espèce
Jorunna funebris une espèce de nudibranches de la famille des Discodorididae.

## Répartition et habitat
Cette espèce se rencontre dans la zone tropicale Indo/Ouest-Pacifique. 
Son habitat correspond à la zone récifale, sur les sommets ou sur les pentes jusqu'à la zone des 10 m de profondeur avec une prédilection pour les zones sombres comme les surplombs et les zones sablonneuses.

## Description
Cette espèce peut mesurer plus de 8 cm. 
Le corps est ovale et d'aspect trapu. La couleur de fond du manteau est blanche et avec des taches circulaires noires à brunes ou bordeaux réparties un peu partout sur le manteau, leur taille et leur nombre variant d'un individu à l'autre. L'ensemble du manteau semble couvert de papilles mais ce sont en fait des spicules ou caryophyllidia. Le bord du manteau peut être ponctué de taches noires à brunes. Le pied est rarement visible. Les rhinophores sont lamellés et bruns à noirs quant au bouquet branchial il est translucide et surligné de noir ou de brun. La ponte est blanche.

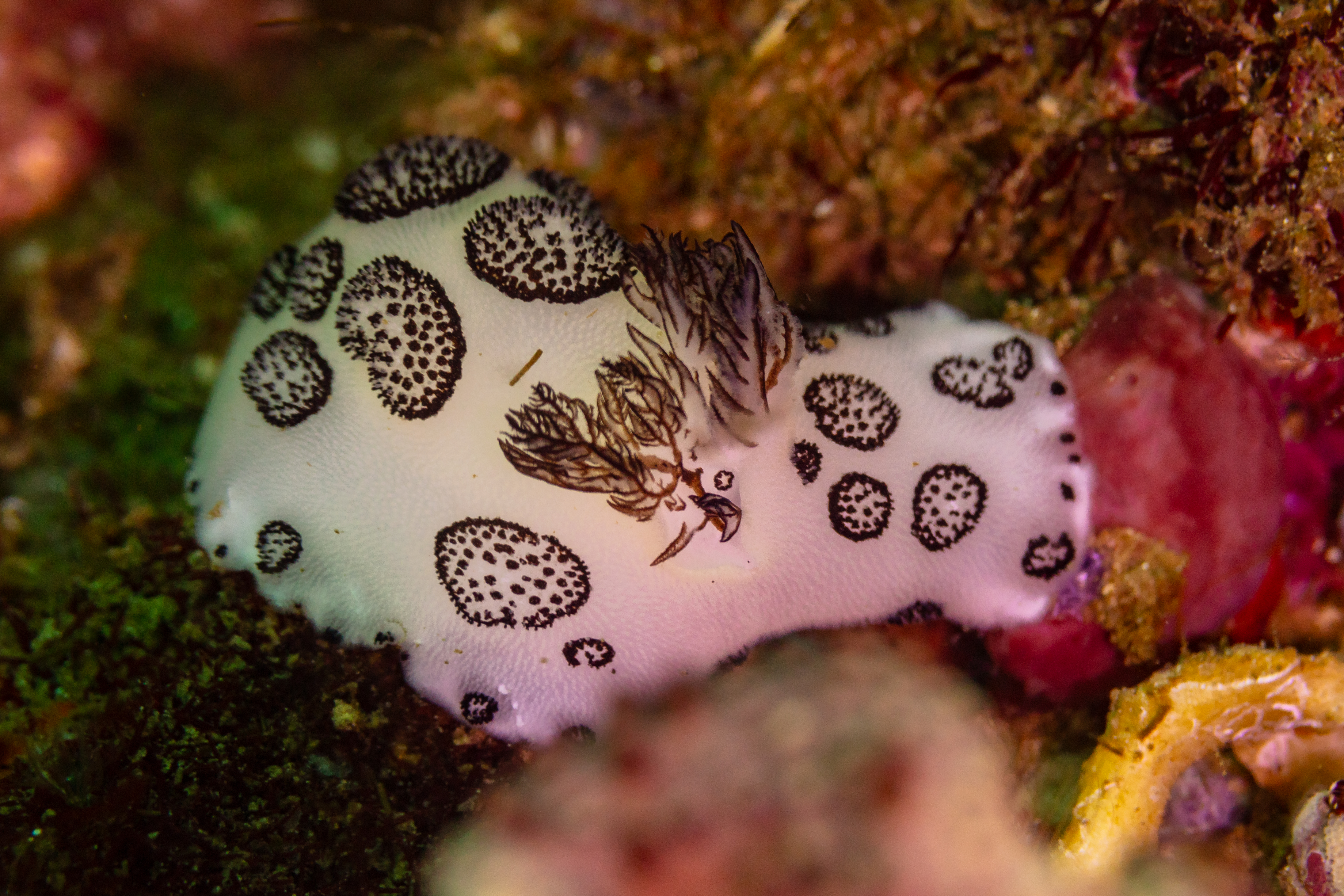
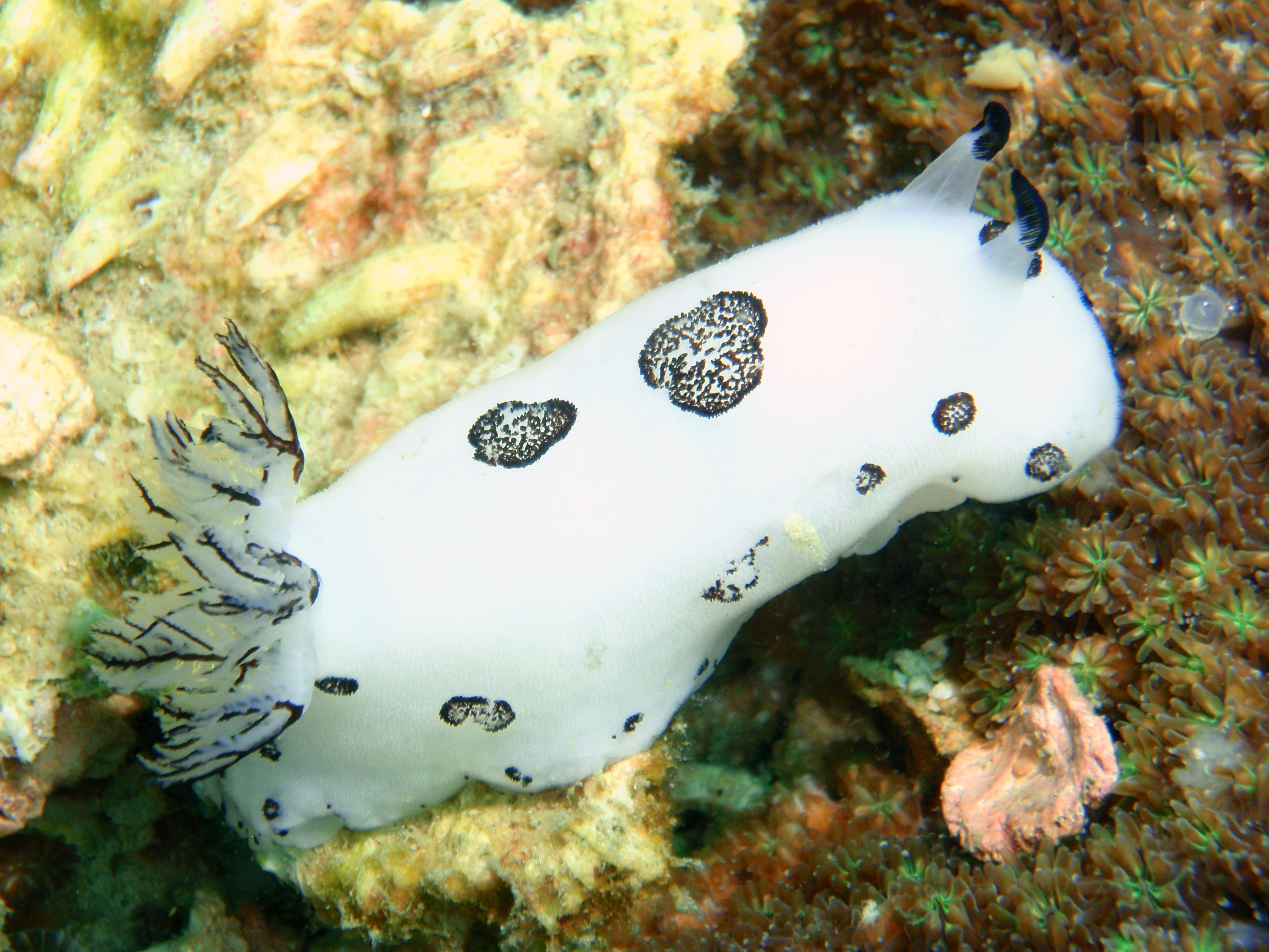
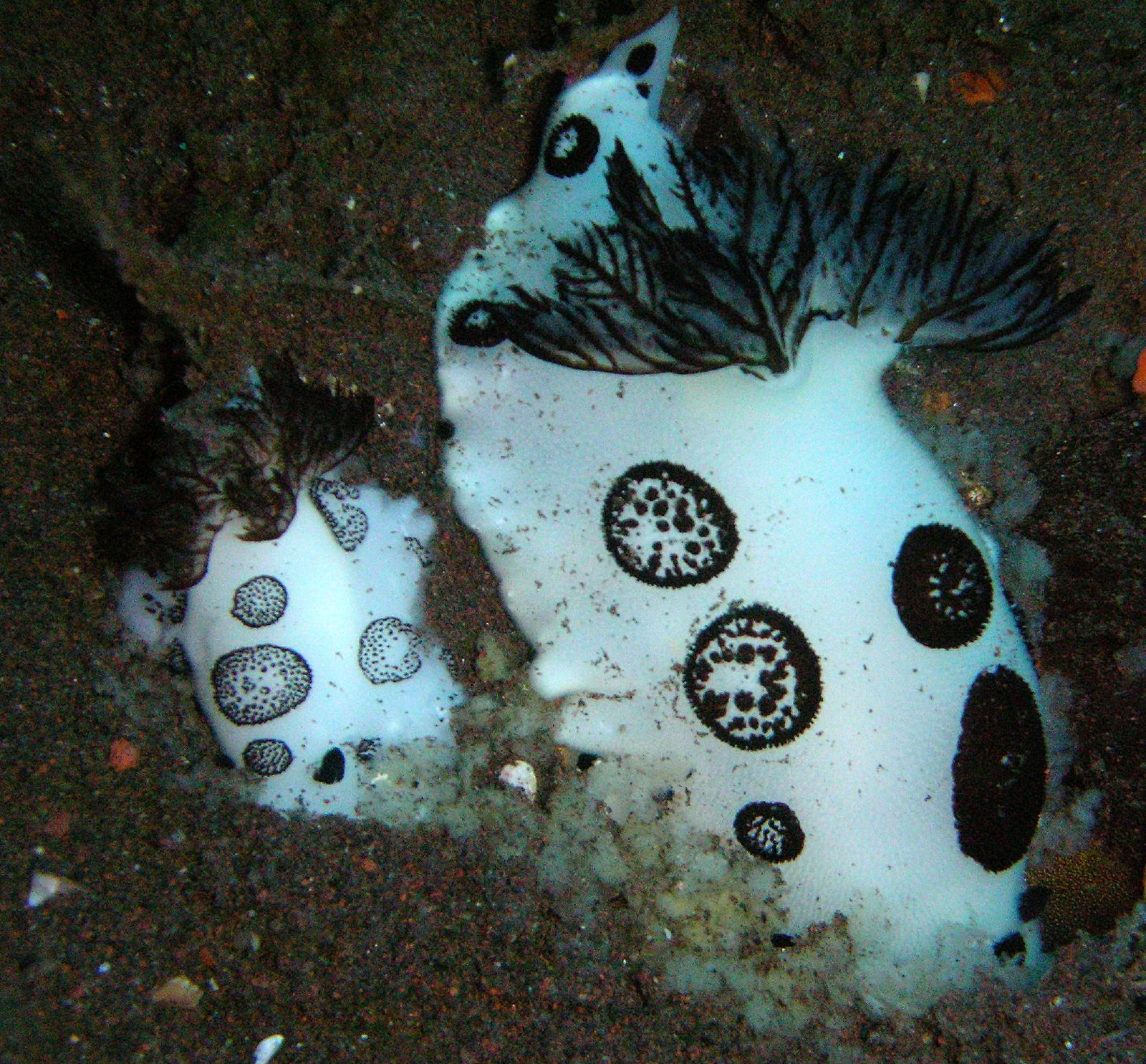

## Écologie et comportement
Cette espèce du genre Jorunna est benthique et observable aussi bien de jour que de nuit.
Jorunna funebris se nourrit principalement d'éponges bleues, comme les espèces des genres Haliclona, Xestospongia et Euplacella.

## Systématique
Le nom valide complet (avec auteur) de ce taxon est Jorunna funebris (Kelaart, 1858).
L'espèce Goniobranchus gleniei a été décrite pour la première fois en 1858 par le naturaliste sri-lankais Edward Frederick Kelaart (1819-1860) sous le protonyme Doris funebris,.
Jorunna funebris a pour synonymes :
- Discodoris whitleyi J. K. Allan, 1932
- Doris funebris Kelaart, 1858
- Jorunna zania Ev. Marcus, 1976
- Kentrodoris annuligera Bergh, 1876
- Kentrodoris funebris (Kelaart, 1858)
- Kentrodoris gigas Bergh, 1876
- Kentrodoris maculosa Eliot, 1906

## Publication originale
- (en) E. F. Kelaart, « Description of New and Little known Species of Ceylon Nudibranchiate Molluscs, and Zoophytes », Journal of the Ceylon Branch of the Royal Asiatic Society, vol. 3, no 9,‎ mai 1858, p. 84-139 (OCLC 1695542, lire en ligne).